# Begraafplaats van Wenduine
De Begraafplaats van Wenduine is een gemeentelijke begraafplaats in het Belgische dorp Wenduine, een deelgemeente van De Haan. De begraafplaats ligt langs de Lenebrugstraat, op ruim 1 km ten zuidoosten van het vroegere gemeentehuis. Aan de voorzijde is de begraafplaats afgesloten door een bakstenen muur en een boogvormige poort met dubbel hek. De andere zijden worden begrensd door een haag. Rechts voorbij de ingang staat een herdenkingsmonument voor drie dorpsgenoten die overleden in Duitse concentratiekampen tijdens de Tweede Wereldoorlog. 

## Oorlogsgraven

### Belgische oorlogsgraven

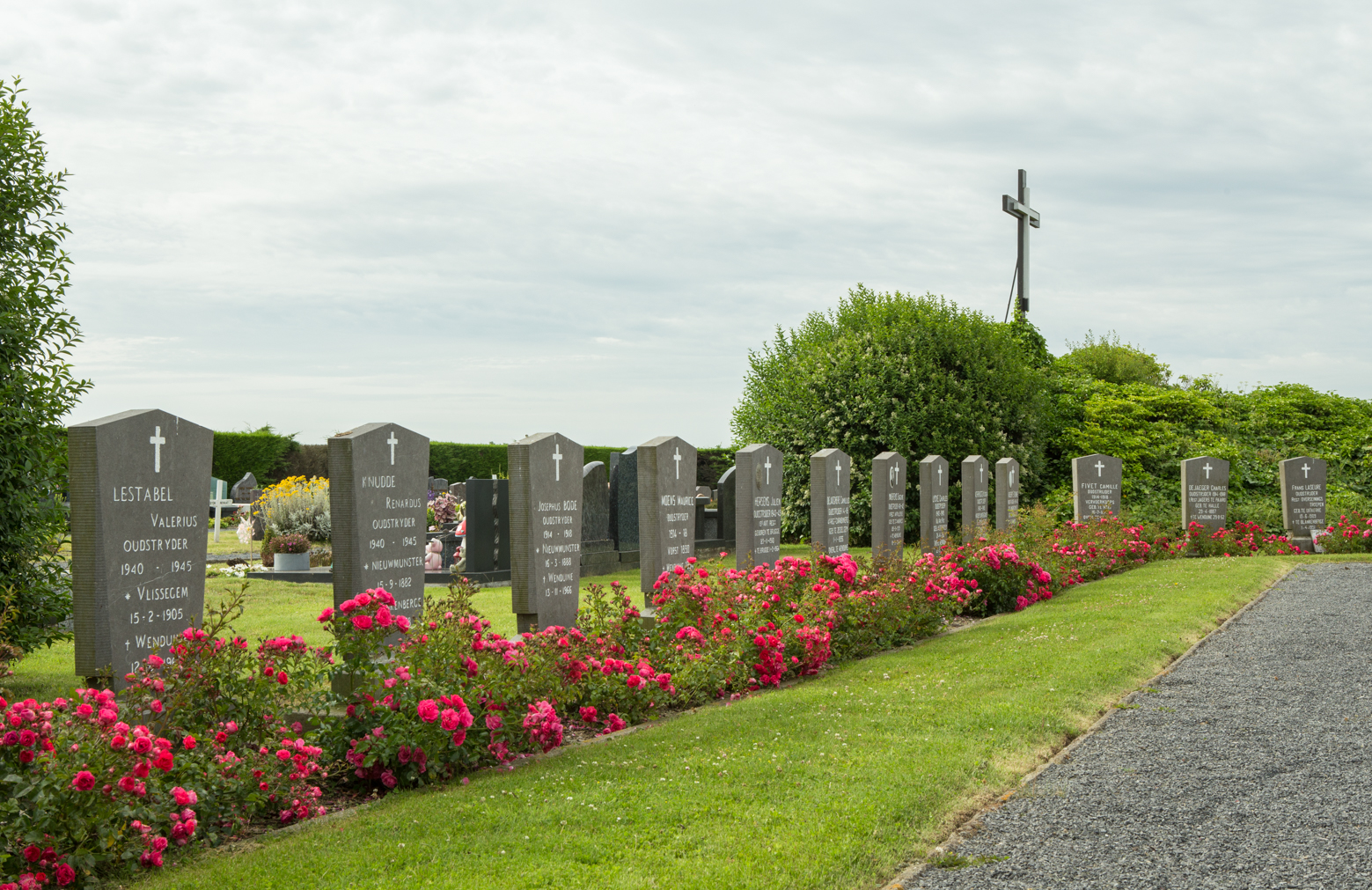
Belgische graven

Achteraan op de begraafplaats, naast en rond een calvarie kruis liggen in een drietal perken de graven van 83 oud-strijders uit de beide wereldoorlogen. 

### Britse oorlogsgraven
Aan de zuidelijke rand van de begraafplaats ligt een perk met 17 Britse gesneuvelden uit de Tweede Wereldoorlog. Daarvan konden slechts 5 geïdentificeerd worden. Vier van hen zijn bemanningsleden van vliegtuigen die werden neergeschoten tijdens missies boven land of zee. Het zijn de Brit Kenneth William Porter, de Canadees Ralph Edward Parrack en de Australiërs Edwin Alfred Sims en Kevin Harrold Walsh. Onder de niet geïdentificeerde doden zijn er nog 2 bemanningsleden van vliegtuigen.
Het vijfde slachtoffer is de Britse onderluitenant Frank Kenneth Inch, die sneuvelde tijdens de strijd tegen het oprukkende Duitse leger om de terugtrekking van het Britse Expeditieleger naar Duinkerke veilig te stellen. 
De graven worden onderhouden door de Commonwealth War Graves Commission en zijn daar geregistreerd onder Wenduine Communal Cemetery.